# Sejm krakowski 1540
Sejm krakowski 1540 – sejm walny Korony Królestwa polskiego zwołany 11 września do Piotrkowa, a 20 października 1539 roku przeniesiony do Krakowa.
Sejmiki przedsejmowe odbyły się: średzki 26 października, główny wielkopolski w Kole 29 października 1539 roku.  
Obrady sejmu trwały od 19 stycznia do 19 marca 1540 roku